# Ново-Ивановское (Кабардино-Балкария)
Но́во-Ива́новское — село в Майском районе республики Кабардино-Балкария. Административный центр муниципального образования «Сельское поселение Ново-Ивановское».

## География
Селение расположено в западной части Майского района, на левом берегу реки Урвань. Находится в 12 км к западу от районного центра — Майский и в 33 км к северо-востоку от города Нальчик.
Граничит с землями населённых пунктов: Октябрьское на северо-востоке, Право-Урванский на юге, Колдрасинский на юго-западе, Ново-Курский на северо-западе и Баксанский на севере.
Населённый пункт расположен на наклонной Кабардинской равнине, в равнинной зоне республики. Средние высоты на территории села составляют 230 метров над уровнем моря. Рельеф местности представляют собой в основном предгорную равнину. Вдоль поймы реки Урвань тянутся малые лесистые возвышенности и остатки курганных захоронений средневековья.
Гидрографическая сеть представлена рекой Урвань, в которую к югу от села впадает левый приток Белая Речка. Благодаря близкому залеганию грунтовых вод к поверхности земли, местность богата водными ресурсами.
Климат на территории сельского поселения влажный умеренный. Лето жаркое и полузасушливое. Средняя температура воздуха в июле достигает +23°С. В августе абсолютные показатели часто превышают отметку в +35°С. Зима мягкая и длится около трех месяцев. Морозы непродолжительные, минимальные температуры редко снижаются ниже −15°С. Средняя температура января составляет -2,5°С. Среднегодовое количество осадков составляет около 620 мм.

## История
Весной 1885 года в Кабарду прибыла группа крестьян-переселенцев из Полтавской губернии Российской империи.
18 марта того же года, у подполковника Андрея Матвеевича Цугулиева, ими была выкуплена в потомственное владение участок земли, находившаяся вблизи станицы Пришибской. А основанный на выкупленном участке населённый пункт переселенцами было названо Цугулиевским.
7 декабря 1890 года по просьбе переселенцев основанный ими посёлок было переименовано в селение Ново-Ивановское.
23 декабря 1891 года Ставропольская казенная палата уведомила областное правление, что крестьяне в количестве 27 семей, согласно присланному списку, причислены с 1 июня 1891 года во вновь образованное село Ново-Ивановское.
В 1895 году селение Ново-Ивановское с посёлками Баксанский, Ново-Курский и хуторами Даутовским, Колубейко, Носович, Тогуланским, Дзугаевским — имело 232 двора, с численностью населения в 1116 человек.
В 1920 году с установлением советской власти, Ново-Ивановское было избрано сельским центром образованного сельсовета, которому были подчинены все близлежащие хутора.
Во время Великой Отечественной войны, село было оккупировано немецкими войсками в октябре 1942 года. Освобождено в начале января 1943 года.

## Население
| 2002 | 2010  | 2021  |
| ---- | ----- | ----- |
| 2455 | ↘2307 | ↘2236 |

Национальный состав
По данным Всероссийской переписи населения 2010 года:
| Народ    | Численность, чел. | Доля от всего населения, % |
| -------- | ----------------- | -------------------------- |
| русские  | 1 963             | 85,1 %                     |
| балкарцы | 215               | 9,3 %                      |
| украинцы | 38                | 1,7 %                      |
| цыгане   | 30                | 1,3 %                      |
| другие   | 61                | 2,6 %                      |
| всего    | 2 307             | 100 %                      |

По данным Всероссийской переписи 2021 года:
| Народ               | Численность, чел. | Доля от всего населения, % |
| ------------------- | ----------------- | -------------------------- |
| русские             | 1 757             | 78,57 %                    |
| балкарцы            | 287               | 12,83 %                    |
| турки               | 58                | 2,59 %                     |
| кабардинцы          | 48                | 2,14 %                     |
| другие / не указано | 86                | 3,84 %                     |
| всего               | 2 236             | 100,0 %                    |

Поло-возрастной состав
По данным Всероссийской переписи населения 2010 года:
| Возраст     | Мужчины, чел. | Женщины, чел. | Общая численность, чел. | Доля от всего населения, % |
| ----------- | ------------- | ------------- | ----------------------- | -------------------------- |
| 0 — 14 лет  | 237           | 182           | 419                     | 18,2 %                     |
| 15 — 59 лет | 668           | 760           | 1 428                   | 61,9 %                     |
| от 60 лет   | 173           | 287           | 460                     | 19,9 %                     |
| Всего       | 1 078         | 1 229         | 2 307                   | 100,0 %                    |

Мужчины — 1 078 чел. (46,7 %). Женщины — 1 229 чел. (53,3 %).
Средний возраст населения — 38,1 лет. Медианный возраст населения — 36,6 лет.
Средний возраст мужчин — 35,6 лет. Медианный возраст мужчин — 35,0 лет.
Средний возраст женщин — 40,2 лет. Медианный возраст женщин — 37,7 лет.

## Образование
- Средняя школа Лицей № 7 — ул. Ленина, 173.
- Начальная школа Детский сад «Колокольчик» — ул. Ленина, 154.

## Здравоохранение
- Участковая больница — ул. Ленина, 167.

## Русская православная церковь
- Храм Ионна Богослова.

## Культура
- Дом Культуры сельского поселения Ново-Ивановское.

## Экономика
Основу экономики села составляет сельское хозяйство. Развита отрасль растениеводство. Наибольшее развитие получило овощеводство.
Из бюджетообразующих предприятий на территории села действуют: СХПК «Ленинцы» и ЗАОр НП «Ново-Ивановское».

## Улицы
| Балкарская |
| Ленина     |
| Молодёжная |
| Набережная |

| Октябрьская |
| Пионерская  |
| Полевая     |
| Раздольная  |

| Садовая   |
| Советская |
| Урванская |

## Примечание
1. 1 2  Итоги Всероссийской переписи населения 2020 года (по состоянию на 1 октября 2021 года)
2. ↑  Численность населения Кабардино-Балкарской Республики по сельским населённым пунктам по итогам ВПН-2002
3. ↑  Численность населения КБР в разрезе населённых пунктов по итогам Всероссийской переписи населения 2010 года
4. ↑  База микроданных Всероссийских переписей населения 2010 года. Дата обращения: 16 ноября 2015. Архивировано из оригинала 9 июня 2014 года.
5. ↑  Итоги Всероссийской переписи населения 2020 года. Том 5. Национальный состав и владение языками. Таблица 1. Национальный состав населения Кабардино-Балкарской Республики, городских округов и муниципальных районов. Дата обращения: 9 октября 2023. Архивировано 16 октября 2023 года.
6. ↑  База микроданных Всероссийской переписи населения 2010 года. Дата обращения: 16 ноября 2015. Архивировано из оригинала 9 июня 2014 года.
7. ↑  Численность населения КБР по итогам Всероссийской переписи населения 2010 года. Дата обращения: 25 августа 2016. Архивировано из оригинала 24 июня 2016 года.